# Creode
Creodo è un neologismo coniato dal biologo C. H. Waddington per rappresentare lo sviluppo seguito da una cellula e come cresce in quanto parte di un organo.  Combinando la radice greca di necessità chre- e sentiero -hodos, il termine è stato ispirato dalle proprietà biologiche delle cellule. Quando lo sviluppo cellulare è disturbato da un apporto esterno, l'embrione regola la propria crescita e la differenziazione tornando nella sua normale direzione di sviluppo.

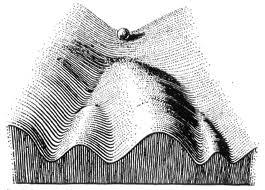
Rappresentazione di un paesaggio epigenetico secondo C.H. Waddington in cui si possono osservare dei creodi

Waddington spiega lo sviluppo con la metafora di una palla che rotola giù da una collina, dove i contorni della collina canalizzano la palla in una particolare direzione. Nel caso di un percorso o di un creodo che è profondamente marcato nella collina, il disturbo esterno è tale da impedire il normale sviluppo. Egli osserva che i creodi tendono ad avere lati più ripidi prima della fase di sviluppo, quando il disturbo esterno è sufficiente per modificare la traiettoria.
Piccole differenze nel posizionamento in cima alla collina possono portare a risultati drammaticamente diversi dal momento in cui la palla raggiunge il fondo. Ciò rappresenta la tendenza delle regioni del primo embrione vicina a svilupparsi in diversi organi con strutture radicalmente diverse. Poiché raramente esistono strutture intermedie tra organi, ogni sfera che rotola giù per la collina è canalizzata o "canalizzato" per una regione distinta da altre regioni, come un occhio, per esempio, è distinto da un orecchio.
Waddington si riferisce alla rete di creodi scavati nella collina come un "paesaggio epigenetico", cioè la formazione del corpo dipende non solo dal suo patrimonio genetico, ma dai diversi modi con cui i geni si esprimono in diverse regioni dell'embrione. Egli espande così la sua metafora descrivendo la parte inferiore del paesaggio epigenetico. Così si vede che il "paesaggio" è rappresentato più come un foglio gigante su cui si potrebbe soffiare via una pallina, tranne per il fatto che una serie di pendii la mantengono giù. I pendii che collegano le valli sono i geni. Le valli sono gli stessi fattori epigenetici che influenzano l'espressione genica in varie regioni dell'embrione. La profondità e la direzione dei canali è quindi determinata da una combinazione di genetica e di anelli di retroazione epigenetici dai quali geni sono regolati.
Mentre Waddington non afferma che il processo di sviluppo è geneticamente determinato, non fa nello stesso tempo alcun tentativo di spiegare come funziona e offre anche una prova contraria. Si osserva, per esempio, che i geni normalmente determinano tratti periferici, come il colore degli occhi, anziché tratti "focali", come la struttura dell'occhio stesso. Inoltre, quando una mutazione genetica influenza le strutture di base il risultato tende ad essere la completa trasformazione di una struttura in un'altra, piuttosto che un cambiamento frammentario che Waddington illustra come il rotolamento di una palla da un creodo all'altro. Così il suo racconto dà l'impressione che i geni influenzano lo sviluppo, forse alterando il corso di una regione di celle, senza determinare i punti di arrivo verso cui l'embrione si sviluppa.
Questa interpretazione è ulteriormente rafforzata dalla discussione di Waddington dell'organizzazione del patrimonio genetico, dove si rileva che "il processo epigenetico verificato durante lo sviluppo dell'organismo potrebbe essere tamponato o canalizzato e che il risultato finale ottimale viene prodotto indipendentemente dai geni che l'individuo contiene." Più profondamente i creodi sono scolpiti nel paesaggio epigenetico più debole sarà l'influenza dei geni nel suo sviluppo. Egli sostiene inoltre che creodi profondi resisteranno non solo a pressioni genetiche ma anche a quelle ambientali pur di non cambiare rotta. Questo fenomeno, che lui chiama "la stabilizzazione di selezione," mette i geni e l'ambiente alla stessa importanza rispetto al sistema epigenetico.
L'enfasi di Waddington sull'epigenetica dei geni prefigura l'attuale interesse in biologia evoluzionistica dello sviluppo. Come Sean B. Carroll e altri hanno spiegato, i geni coinvolti nello sviluppo sono più o meno gli stessi in tutte le specie animali, dagli insetti ai primati. Rispetto a mutazioni di geni dello sviluppo l'evoluzione è stata guidata da cambiamenti nell'espressione genica, vale a dire che i geni sono espressi in tempi e luoghi dello sviluppo dell'organismo.